# Анакамптис болотный
Анакамптис болотный (лат. Anacamptis palustris) — (лат. Orchis palustris) — вид травянистых растений рода Анакамптис  семейства  Орхидные (Orchidaceae), ранее широко известный как Ятрышник болотный (Orchis palustris Jacq., 1786).

## Описание
Многолетнее травянистое растение высотой 30—60 см. Листья узкие, линейной формы. Соцветие колосовидное. Цветки розовато-фиолетового цвета. Плод — коробочка.
Цветёт в мае-июне.
Произрастает на сырых лугах.

## Ареал
В России встречается в Воронежской, Белгородской областях, в республике Калмыкия. За рубежом произрастает на Украине, Средней Азии, Европе.

## Охранный статус
Вид находящийся под угрозой исчезновения. Занесён в Красную книгу РФ. Вымирает в связи с хозяйственным освоением земель в местах своего произрастания, сбора растений на букеты.